# Abu Ajwa
Abu Ajwa (tiếng Ả Rập: أبو عجوة) là một ngôi làng Syria nằm ở Al-Hamraa Nahiyah ở huyện Hama, Hama. Theo Cục Thống kê Trung ương Syria (CBS), Abu Ajwa có dân số 693 trong cuộc điều tra dân số năm 2004.